# Pierre François Guyot Desfontaines

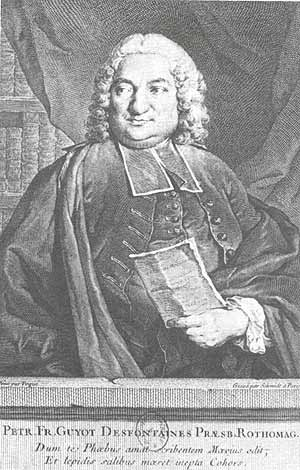
Pierre François Guyot Desfontaines, Kupferstich von Georg Friedrich Schmidt, nach dem Maler Louis Toqué, 1742

Abbé Pierre François Guyot Desfontaines (* 1685 in Rouen; † 16. Dezember 1745 in Paris) war ein französischer Literaturkritiker, Journalist und Schriftsteller.

## Leben
Desfontaines Erziehung erfolgte in einem Kollegium eines Jesuitenordens, dem er im Alter von fünfzehn Jahren beitrat. Dort wurde er zum Professor der Rhetorik in Bourges ernannt. 1717 verließ er den Orden und widmete sich den schönen Wissenschaften, wurde Mitarbeiter am Journal des sçavans und gab unter anderem mit Élie Catherine Fréron, Jacques Destrées (1700–1788), François Granet (1692–1741) die kritische Schriften Le Nouvelliste du Parnasse (1731–34, 5 Bde.) und Observations sur les écrits modernes (1735 ff.) heraus. Besonders durch Observations sur les écrits modernes geriet er in heftige Streit mit Voltaire. Auf Voltaires Critique des Observations sur les écrits modernes (1738) antwortete er mit dem skandalösen und verleumderischen Libell Voltairomanie (1738).
Desfontaines verursachte mehrere Skandale durch seine bis in Alter anhaltenden homosexuellen Aktivitäten. Seine ausgelebte sexuelle Präferenz, in der damaligen Sprachregel „pour s’être diverti contre les règles“, bedingte 1717 die Exklaustrierung aus dem Jesuitenorden. 1725 saß er wegen homosexueller Aktivität für drei Wochen in der Haftanstalt Bicêtre ein. Die Freilassung verdankte er der Verwendung Voltaires bei dessen einflussreichen Gönnern. Allerdings scheint Voltaire auch in die Denunziation von 1724 verwickelt zu sein. Auf die dennoch später einsetzenden Angriffe Desfontaines hin bezeichnete Voltaire letzteren als „Monster der Undankbarkeit“ und befehdete Desfontaines bis an dessen Lebensende.

## Werke (Auswahl)
als Autor
- Nouvelle Histoire de France. 1730.
- Mark H. Waddicor (Hrsg.): La Voltairomanie. University Press, Exeter 1983, ISBN 0-85989-149-6 (Nachdr. d. Ausg. Paris 1738).
- Racine vengé, ou „examen des remarques grammaticales“ de M. l’Abbé Pierre-Joseph Thoulier d’Olivet, sur les œuvres de Racine. Avignon 1739.
- Memoires pour servir à l’histoire de la Calotte[1]. Paris 1702/25 (zusammen mit Guillaume Plantavit de LaPause de Margon, Jean Aymon und François Gacon).
- Suite de la nouvelle cyropedie, ou reflexions de Cyrus sur ses voyages. Wetstein, Rouen 1728.
- Le nouveau Gulliver, ou Voyage de Jean Gulliver, fils du Capitaine Gulliver. Clouzier / François le Breton, Paris 1730
  - Der Neue Gulliver, oder Die Reise J. Gullivers, Sohnes des Capitain Lemuel Gullivers... bestmöglichst verteutschet von Selimantes. Thomas von Wierings Erben, Hamburg / Hertels Handlung, Leipzig 1731 GDZ Göttingen
- Das Leben und die wunderbahren Begebenheiten der Frau von Barneveldt („Mémoires de Madame de Barneveldt“). Pietsch, Breslau 1742 (2 Bde., zusammen mit Jean du Castre d’Auvigny).

als Übersetzer
- Jonathan Swift: Voyages de Gulliver.[2] Gabriel Martin / Hippolite-Louis Guérin / Coustelier, Paris 1727
- Vergil: Les Œuvres. Compagnie des Librairies, Amsterdam 1743 (2 Bde.).